# Горагорський
Горагорський (рос. Горагорск) — селище (з 1939 до 2009 — селище міського типу) у Надтеречному районі Чечні Російської Федерації.
Населення становить 5659 осіб (2019). Входить до складу муніципального утворення Горагорське сільське поселення.

## Історія
Згідно із законом від 20 лютого 2009 року органом місцевого самоврядування є Горагорське сільське поселення.

## Населення
| 1970  | 1979  | 1989  | 2002  | 2010  | 2012  | 2013  |
| ----- | ----- | ----- | ----- | ----- | ----- | ----- |
| 8165  | ↘5207 | ↘4364 | ↗4773 | ↘4668 | ↗4939 | ↗5089 |
| 2014  | 2015  | 2016  | 2017  | 2018  | 2019  |       |
| ↗5213 | ↗5302 | ↗5390 | ↗5415 | ↗5523 | ↗5659 |       |